# Spathilepia clonius
Spathilepia clonius är en fjärilsart som beskrevs av Pieter Cramer 1775. Spathilepia clonius ingår i släktet Spathilepia och familjen tjockhuvuden. Inga underarter finns listade i Catalogue of Life.